# Great Harwood
Great Harwood är en ort i distriktet Hyndburn, Storbritannien. Den ligger i grevskapet Lancashire och riksdelen England, i den centrala delen av landet, 290 km nordväst om huvudstaden London. Great Harwood ligger 125 meter över havet och antalet invånare är 11 467.
Terrängen runt Great Harwood är kuperad åt sydost, men åt nordväst är den platt.Runt Great Harwood är det tätbefolkat, med 947 invånare per kvadratkilometer. Närmaste större samhälle är Preston, 19,6 km väster om Great Harwood. Runt Great Harwood är det i huvudsak tätbebyggt.